# Erbezzo
Erbezzo is een gemeente in de Italiaanse provincie Verona (regio Veneto) en telt 809 inwoners (31-12-2004). De oppervlakte bedraagt 32,4 km², de bevolkingsdichtheid is 25 inwoners per km².

## Demografie
Erbezzo telt ongeveer 333 huishoudens. Het aantal inwoners daalde in de periode 1991-2001 met 1,0% volgens cijfers uit de tienjaarlijkse volkstellingen van ISTAT.
| Jaar | Inwoneraantal |
| ---- | ------------- |
| 1991 | 783           |
| 2001 | 775           |

## Geografie
De gemeente ligt op ongeveer 1118 m boven zeeniveau.
Erbezzo grenst aan de volgende gemeenten: Ala (TN), Bosco Chiesanuova, Grezzana, Sant'Anna d'Alfaedo.